# 왕자의 난
왕자의 난(王子－亂)은 조선 태조 이성계의 창업 도상에서 일어난 왕자들의 왕위 계승권을 에워싼 골육상쟁이다.

## 개설
태조는 무명 장수 시절에 고향에서 처로 맞이한 한씨(훗날 신의왕후 한씨)에게서 이방우·이방과·이방의·이방간·이방원·이방연 6남을 두었고, 개경에서 새로운 처로 맞이하여 조선 개국의 막대한 도움을 받은 강씨(훗날 신덕왕후 강씨)에게서 이방번·이방석 2남을 두었다.
개국 후 태조는 강씨를 현비로 책봉해 수비(首妃: 으뜸 왕비)로 삼고, 한씨에게 절비(節妃)의 시호와 제릉(齊陵)이라는 능호를 주어 추증 왕비로 삼아 차비(次妃)로 삼았으며 강씨 소생의 왕자 중에서 왕세자를 선별하여 막내아들인 방석을 왕세자로 책봉했다. 이후 강씨가 사망하여 태조가 강씨를 왕후로 추봉하니 비록 공식적으로 선포된 것은 아니나 결과적으로 한씨는 후궁으로 전락하고 만 것이다. 또한 태조는 개국 초 군권분장정책에 의해 왕자와 종친 및 공신들이 소유한 사병을 혁파하고자 했으며, 이에 반발한 한씨 소생 왕자들이 동복 형제들 및 종친들과 결탁해 태조 7년(1398년) 10월 6일(음력 8월 26일)에 쿠데타를 일으켰는데 이것이 제1차 왕자의 난이다.
제1차 왕자의 난으로 강씨 소생 왕세자 이방석과 무안군 이방번이 살해되고 한씨 소생 둘째 아들인 이방과가 왕세자로 등극하였다가 한달 뒤 즉위하니 그가 곧 정종이다. 쿠데타의 주동자인 한씨의 다섯째 아들 이방원이 정종에게 자리를 양보한 것은 난을 이으킨 이유가 장자승계의 법칙을 따르기 위함이었음을 명분으로 하여 동시에 이복이지만 친아우들을 살해한 패륜의 책임을 당장 벗어나기 위함이었으며, 또한 무장으로서는 탁월했지만 정치적 감각은 그보다 부족했던 형 정종에게서 자리를 양도받을 자신이 있었던 탓으로 보인다.
이후 정종을 압박하는 이방원의 행위에 여러 왕자들이 분개하다가 그 중 이방원과 함께 비어있는 왕세자의 자리를 노리던 이방간이 정종 2년(1400년) 음력 1월에 난을 일으키는데 이것이 제2차 왕자의 난이다. 이를 제압한 이방원은 2월 25일(음력 2월 1일)에 왕세자로 등극하고, 그 해 11월 28일(음력 11월 13일)에 정종에게 왕위를 양위받아 즉위하니 그가 태종이다.

## 의의
제1차 왕자의 난은 이방원을 중심으로 한 신의왕후 한씨 소생 왕자들이 다른 종친들과 결탁해 세자 이방석 및 정도전을 포함한 태조의 측근들을 살해한 사건이며, 제2차 왕자의 난은 동복 형제 지간인 이방간과 이방원이 제1차 왕자의 난 때 허수아비 왕으로 세워놓은 정종의 자리를 놓고 벌인 싸움이다.
당시는 아직 건국 초창기여서 병권이 국가에 집중되지 못하였고, 군권분장정책에 의해 왕자들과 종친들이 절제사로 임명되어 각기 사병을 거느리고 있었다는 사실이 이 두 차례 난의 큰 원인 중 하나였다. 이 난으로 왕위 계승 문제가 낙착되었으며, 사병을 혁파하여 모든 군대를 국가의 군대로 통합하게 되었다.

## 같이 보기
- 제1차 왕자의 난
- 제2차 왕자의 난
- 함흥차사